# Nicholas Winton
Nicholas Winton (født 19. maj 1909, død 1. juli 2015) var en britisk børsmægler. Winton var søn af tysk-jødiske forældre og hed oprindeligt Nicholas George Wertheim, men blev kristent døbt og skiftede efternavn.
Han er kendt for at have organiseret redningen af omkring 669 personer, hvoraf de fleste var jødiske børn fra Tjekkoslovakiet, som skulle til de nazistiske kz-fangelejre før 2. verdenskrig. Operationen er kendt som den tjekkiske Kindertransportog varede seks måneder.

## Den tjekkiske Kindertransport
Winton blev opfordret til at komme til det tyskbesatte Sudeterland i december 1938, hvor han mødte nogle af sine venner, som hjalp jødiske flygtninge, som levede under horrible forhold efter at nazisterne havde annekteret landet. England var et af de få lande, som tog imod flygtninge. Heri indgik det såkaldte kinderprogram, hvor uledsagede jødiske børn under 17 år kunne komme til England, hvis der var en værtsfamilie. Et tilsvarende program fandtes ikke for Tjekkoslovakiet, hvor truslen om tysk besættelse var overhængende. Winton organiserede derfor fra Prag et tilsvarende tjekkisk kinderprogram, som krævede gode forhandlingsevner og penge. Den første transport med tog på 20 jødiske børn forlod Prag få timer før Nazityskland besatte Tjekkoslovakiet i marts 1939. Winton vendte tilbage til England for at finde plejefamilier og sammen med tjekkiske kolleger lykkedes det Winton at få organiseret yderligere otte transporter, som måtte krydse Tyskland inden de kom til Hollands kyst, hvor børnene blev sejlet til England. I alt blev 669 børn reddet. Efter Tysklands overfald på Polen 1. september 1939 stoppede disse transporter endegyldigt, fordi Tyskland lukkede alle grænser. Et sidste tog med 250 jødiske børn kom aldrig frem. Næsten alle reddede børn var forældreløse ved krigens afslutning fordi deres forældre var dræbt af nazisterne. Mange af dem blev i England, andre vendte tilbage til Tjekkoslovakiet. Endnu andre udvandrede til Israel, Australien eller USA. Børnene er i dag ældre mennesker, men kalder stadig sig selv "Wintons børn".

## Senere liv og berømmelse
Den 31. oktober 1948 i Vejle giftede Winton sig med den danskfødte sekretær Grete Gjelstrup, som han mødte gennem sit arbejde for flygtningeorganisationer. Efter krigen omtalte Nicholas Winton aldrig selv sin humanitære indsats, men i 1988 fandt hans kone en scrapbog med navne, billeder og papirer, som fortalte hvorledes Wintons indsats havde frelst disse børn fra holocaust. Modstræbende accepterede han, at hans kone gik videre med sagen, hvorefter BBC producerede en udsendelse om hans indsats.
Winton blev slået til Ridder (Order of the British Empire) i 2003, og har også fået en asteroide (19384) Winton, opkaldt efter sig, til ære for hans indsats i Operation Kindertransport. Han modtog den højeste tjekkiske orden, den hvide løves orden, og blev æresborger i Prag.